# محافظه‌کاری پدیداری
در معرفت‌شناسی، محافظه‌کاری پدیداری (به انگلیسی: phenomenal conservatism) معتقد است که فرض این‌که چیزها همانطور که به‌نظر می‌رسند، هستند، منطقی است، مگر زمانی که دلایل مثبتی برای تردید در این مورد وجود داشته باشد.

این اصل در ابتدا توسط مایکل هیمر در ۲۰۰۱ مورد دفاع قرار گرفت، که در آن به شرح زیر قاعده‌مند شد:
اگر چنین به نظر برسد که S همان p است، آنگاه S حداقل در نگاه اول توجیهی برای باور به p دارد.
فرمول‌بندی بعدی (هیومر ۲۰۰۷) که به گونه‌ای طراحی شده است که به این اصل اجازه دهد توجیه استنتاجی و همچنین توجیه بنیادی را در بر بگیرد، به شرح زیر است:
اگر به‌نظر S همان p باشد، در غیاب ناقضان، S حداقل تا حدی توجیه برای باور به p دارد.